# Trận Petersburg thứ nhất
Trận Petersburg thứ nhất là một cuộc tấn công không thành công của quân đội Liên bang miền Bắc vào tuyến công sự phòng thủ của Liên minh miền Nam — phòng tuyến Dimmock—bảo vệ thành phố Petersburg, Virginia, ngày 9 tháng 6 năm 1864, trong thời Nội chiến Hoa Kỳ. Vì quân đội miền Nam phòng thủ Petersburg có nhiều dân lính mới bị bắt tòng quân, đủ thứ già trẻ, nên trận này còn được gọi là Trận đánh của ông già và trẻ con (Battle of Old Men and Young Boys).

## Bối cảnh
Đầu tháng 6 năm 1864, trung tướng miền Bắc Ulysses S. Grant đánh nhau kịch liệt với đại tướng miền Nam Robert E. Lee trong chiến dịch Overland, đã bắt đầu cuộc đối đầu qua các tuyến chiến hào kể từ sau trận Cold Harbor đẫm máu. Trong lúc này, thiếu tướng Benjamin Butler của miền Bắc đang bị sa lầy tại khu vực Bermuda Hundred ở phía đông Richmond, Virginia đã thử phân tán chú ý của Lee bằng cách tấn công Richmond. Butler nhận thấy rằng được Richmond tiếp tế bằng tuyến đường xe lửa đi qua thành phố Petersburg ở phía nam, và nếu chiếm được Petersburg sẽ có thể chặt đứt đường tiếp tế của Lee. Ông cũng biết rằng quân miền Nam đã được điều lên phía bắc để tăng viện cho Lee, nên hệ thống phòng thủ của Petersburg hiện đang rất sơ hở. Nhạy cảm với thất bại trong chiến dịch Bermuda Hundred trước đó, Butler đã cố gắng tìm cách giành cho được một thắng lợi để chứng minh khả năng quân sự của mình. Ông đã viết: "việc đánh chiếm Petersburg nằm cạnh trái tim tôi" (the capture of Petersburg lay near my heart).
Petersburg được bảo vệ bởi tuyến công sự phòng thủ với cái tên phòng tuyến Dimmock, một hệ thống chiến hào dài 16 km nằm về phía đông thành phố, với 55 khẩu đội pháo binh, có một đầu áp vào sông Appomattox. 2.500 quân miền Nam bị trải mỏng dọc theo tuyến phòng thủ này do cựu thống đốc bang Virginia, chuẩn tướng Henry A. Wise chỉ huy; toàn bộ hệ thống phòng thủ Richmond và Petersburg thì thuộc trách nhiệm của đại tướng P.G.T. Beauregard, tư lệnh Cục Bắc Carolina và Nam Virginia.
Kế hoạch của Butler được hoàn chỉnh vào chiều ngày 8 tháng 6 năm 1864, theo đó ba đơn vị sẽ vượt sông Appomattox và tiến từ City Point (nay là Hopewell, Virginia) với 4.500 quân. Đội thứ nhất và thứ hai gồm toàn là bộ binh thuộc quân đoàn X của thiếu tướng Quincy A. Gillmore và đội quân da đen thuộc sư đoàn 3, quân đoàn XVIII do chuẩn tướng Edward W. Hinks chỉ huy, sẽ tấn công vào phòng tuyến Dimmock. Đội thứ ba với 1.300 kỵ binh dưới quyền chuẩn tướng August Kautz, quét quanh Petersburg và tấn công từ phía đông nam. Nếu bất cứ một trong ba lực lượng này tạo được đột phá, thì sẽ có thể tiến ra phía sau đội quân phòng thủ trước mặt hai đội kia. Butler ban đầu chỉ định Hinks làm chỉ huy chiến dịch, nhưng Gillmore nhấn mạnh rằng ông ta là sĩ quan cấp cao hơn và Butler sau này đã phải phàn nàn: "Tôi đã thật ngu ngốc khi chịu nhượng bộ ông ta".